# ウィル・ユー・ラヴ・ミー・トゥモロー
「ウィル・ユー・ラヴ・ミー・トゥモロー」（Will You Love Me Tomorrow）は、アメリカ合衆国の女性グループのシュレルズが1960年11月に発売したシングル。翌年全米1位・全英4位を記録した。リード・ボーカルはシャーリー・オーウェンズ、作詞はジェリー・ゴフィン、作曲はキャロル・キング。数多くのカバー・バージョンが存在し、曲名を『Will You Still Love Me Tomorrow』と表記する場合もある。
ビルボードが2017年に発表した「100 Greatest Girl Group Songs of All Time」において3位に選ばれた。

## 主なカバー
- シフォンズ - 1963年のアルバム『The Chiffons』[6]。
- ダスティ・スプリングフィールド - 1964年のアルバム『A Girl Called Dusty』。
- ジョスリーヌ - 1966年。
- フォー・シーズンズ - 1968年のシングル。
- キャロル・キング - 1971年のアルバム『つづれおり』。
- ロバータ・フラック - 1972年のシングル。
- グラハム・ボネット - 1977年のアルバム『スーパー・ニヒリズム』。
- アン・ルイス - 1982年のアルバム『Cheek II』。
- ブライアン・フェリー - 1993年のアルバム『タクシー』。
- ビージーズ - 1995年。
- 山下達郎 - 2000年のア・カペラアルバムのリマスター盤『ON THE STREET CORNER 2』のボーナス・トラック。

## 参考資料
- ヴェリー・ベスト・オブ・フランキー・ヴァリ＆フォー・シーズンズ (ライナーノーツ). フランキー・ヴァリ＆ザ・フォー・シーズンズ. ワーナーミュージック・ジャパン. 2017. WCR26211。